# 皇家防止虐待動物協會
皇家防止虐待動物協會（英語：Royal Society for the Prevention of Cruelty to Animals），縮寫RSPCA，致力於提倡動物福利的慈善組織，於英格蘭和威爾斯運作，成立於1824年，由理查·馬丁、威廉·威伯福斯和亞瑟·布萊姆牧師共同建立，旨在促進動物福利。RSPCA的資金主要來自自願捐款。英國女王伊麗莎白二世即是RSPCA的贊助者。成立於1824年，是世界上歷史最悠久、規模最大的動物福利組織，也是英國最大的慈善機構之一。該組織還在歐洲、非洲和亞洲開展國際外展工作，且該慈善機構的工作激發了在其他司法管轄區創建類似團體的靈感。
目前，皇家防止虐待動物協會在英國擁有4萬多名會員，並與68個國家地區的200多個機構合作。

## 歷史
1824年在倫敦的老屠夫咖啡館成立，原名「防止虐待動物協會」（SPCA）。在協會成立第一年就控告了63名虐待動物者。1835年協會獲得肯特公爵夫人和維多利亞公主母女的贊助。1840年，維多利亞女王授予協會「皇家」的稱號，協會因而更名為「皇家防止虐待動物協會」（RSPCA）。在RSPCA成員的努力之下，英國國會在19世紀時通過了幾項保護動物的法令。
RSPCA最初成立時，專注於關懷役用動物（working animals），例如在煤礦下工作的「礦井矮種馬」（pit ponies）。隨著時代變化，RSPCA也陸續發展出更多目標。在兩次世界大戰期間，RSPCA曾經幫助數百萬被英國、大英國協與其同盟納入戰爭動員的動物。而RSPCA今日最出名的寵物工作，便是隨著以上趨勢而發展起來的。
伊莉莎白二世曾是RSPCA最大的贊助者。英國政府和議會在制定動物相關法律前，皆會徵詢RSPCA的意見。
RSPCA在制定和完善動物福利法方面有一定影響力。1822 年，便通過了「馬丁法案」（Martin's Act），這是第一部動物福利法，它禁止「對牛的殘忍和不當對待」。十三年後的1835年，「皮斯法案」（Pease's Act）鞏固了這項法律，不但禁止虐待狗和其他家畜，也禁止鬥熊和鬥雞，並且堅持提高屠宰場的標準。從過去到現在亦成功促成實驗室動物的法律制定、廢除英國毛皮農場產業、禁止利用狗獵捕狐，以及完善動物福利法。
RSPCA會在報紙上（例如《倫敦人》）發布年度報告，其秘書會在報告中探討協會的改進情形、處理個案，並提醒公眾關注他們的動物的健康狀態。
1837下半年，RSPCA贊助了一個寫作比賽，其捐款人為得獎作品提供一百英鎊獎金。
19世紀期間，RSPCA組織過數次事實報告會，以便針對北美洲及大英帝國殖民地的動物福利提供基本資訊。在該協會成立初期，其大多數成員被認定為基督社會改革者，但是它從1832年開始逐漸傾向於成為不帶宗教色彩的動物福利慈善組織。 
由熱心人士於1903年成立的「香港防止虐待禽畜會」（現名為香港愛護動物協會）在1964年獲得英國RSPCA正式確認為其分會，隨後在1978年獲冠上皇家頭銜，更名為「皇家香港防止虐畜會」並直接改採RSPCA會徽，再於1989年更名為「皇家香港愛護動物協會」，以彰顯其同時致力於提高動物福利水平。1997年香港主權移交後，香港RSPCA去除皇家頭銜並重新設計會徽，與英國RSPCA脫鉤。

## 動物福利機構
RSPCA 中心、醫院和分支機構遍布英格蘭和威爾士。 2012 年，RSPCA 中心和分支機構幫助並重新安置了 55,459 隻動物。

### 醫院
2013 年，該協會擁有四家動物醫院，分別位於伯明罕、大曼徹斯特郡、帕特尼和芬斯伯里公園的哈姆斯沃斯紀念醫院；除此之外亦擁有一些診所，為那些無法負擔動物醫療費的人提供治療、閹割手術。截至 2020 年 9 月，帕特尼動物醫院已永久關閉。

### 中心
RSPCA 動物中心處理各種受傷和獲救的動物，與督察、志願者和其他人一起工作，以確保為每隻動物找到一個新家。目前英國有 17 個 RSPCA 動物中心，另有 42 個中心由分支機構獨立運營。
2013 年，該協會在諾福克（East Winch）、薩默塞特 （ West Hatch ）、柴郡（Stapeley Grange）和東蘇塞克斯（Mallydams Wood）設立了四個野生動物中心，為生病、受傷和失去父母照顧的野生動物提供治療，以最大限度地提高它們成功返回野外的機會。

## 組織結構

### 國家組織
在國家組織，有一個國家控制中心，負責接聽來自公眾的所有電話，並責成地方檢查員、一些信息 AWO 或 ACO 響應緊急電話。
此外，位於西薩塞克斯郡 (West Sussex) 南沃特 (Southwater) 設有耗資 1600 萬英鎊的國家總部設有多個綜合部門，每個部門都有一名部門負責人，可滿足任何主要組織的需求。現任首席執行官是克里斯‧舍伍德 (Chris Sherwood) 。

### 地區層級
有五個區域（北部、東部、威爾士和西部、南部和西南、東南），每個區域由區域經理（負責所有員工和 RSPCA 總部設施）領導，並由負責首席檢查員的區域主管協助 、檢查員、動物收容官 (Animal Collection Officer, ACO) 和動物福利官 (Animal Welfare Officer, AWO) 。預計區域經理將對整個區域的運營有廣泛的了解。

### 分支機構
RSPCA 分支機構在英格蘭和威爾士開展業務。分支機構是在地方一級單獨註冊的慈善機構，由志願者經營。一些 RSPCA 分支機構會透過在當地籌集的資金，支持他們所做的動物福利工作。RSPCA分支機構為飼養者與動物提供建議、植入微芯片、進行絕育，並且補貼動物治療。除此之外，也為四分之三的RSPCA收養之動物找到家園。截至2013 年，約發展了 1000 家 RSPCA 商店。

### 團體
RSPCA 的每個區域都包含督察小組。一個小組由一名總督察領導，他通常可能負責八名或更多督察員、三名AWO和兩名ACO，並與幾個地方分支機構合作。 全國也有少量的市場督察員。

### 督察等級徽章
| 級別 | 首席幹事 | 總監察長 | 監察長 | 總督察 | 督察員 | 督察訓員 | 動物收容官 | 動物福利官 |
| 徽章 |          |          |        |        |        |          |            |            |
| 督察架構下的所有級別成員都會穿著白色襯衫，並在左胸處展示明顯的RSPCA標誌。除動物收容官以外，所有等級成員都會獲發一套正式制服，用於法庭審訊、慶典等特殊場合之中。在大型營救行動中，督察裡的專業團隊可能穿著另一套更為休閒、帶有RSPCA刺繡標誌的深藍色Polo衫。 |          |          |        |        |        |          |            |            |

## 使命宣言與慈善地位
RSPCA是一間已註冊的慈善機構 (no. 219099)，秉持著以一切合法手段防止動物遭受虐待、善待動物減少其痛苦的使命運作。RSPCA盡力使其救出來的動物得到適當的治療，並在其康復後選擇重新安置或釋放。
若有民眾通報涉嫌動物虐待的案件，RSPCA督察便會前往調查，提供建議或幫助。必要情況下，RSPCA也會基於《2006年動物福利法》（Animal Welfare Act 2006）等法律起訴違法者。由於RSPCA擁有獨立的法律部門、附屬旗下的獸醫，以及促成自訴的資源，RSPCA在諮詢過獸醫意見後，會對其認定之忽視動物的對象提起告訴。這些起訴均由代表RSPCA的獨立律師負責基於相關法律提起，此機構本身並無執法權力。

## 法律地位
RSPCA實際上並無執法權。1829年，英格蘭首個可辨識警察部隊成立，其制服設計就與RSPCA從1824年成立之初就使用的制服高度相近。這一做法導致RSPCA的組織階級與英國警察的階級也有相似之處，引起一些批評者（例如同伴動物協會聯盟 (Federation of Companion Animal Societies) 主席Chris Newman）指出，他們試圖在公眾印象當中「採取」警察式的權力。
RSPCA督察員可以對民眾使用類似英國警察所用的口頭警告：「你不需要說任何話。但如果你在接受訊問時不提及你之後在法庭上需要的事物，你可能會損害到你的辯護效力。你說的任何話都可以作為證據。(You do not have to say anything. But, it may harm your defence if you do not mention when questioned something which you later rely on in court. Anything you do say may be given in evidence.)」這項做法可能促使人們產生了「RSPCA擁有執法權力」這樣的認知。當《泰晤士報》記者理查德·吉林就RSPCA缺乏權力一事作出詢問時，其發言人稱「我們希望你不要發布這件事，但當然這由你決定。」Chris Newman聲稱RSPCA「冒充警察並作出非法入侵、人們確實相信他們有權進入場所」；然而，他並沒有提供任何RSPCA冒充警察的證據，該協會也強烈否認這一指控。
RSPCA前起訴長Sally Case則堅稱，該協會有針對權力一事作專門訓練，會向飼主清楚表明他們並沒有相關的執法權力。她表示RSPCA「只會在動物面臨高度緊急狀況時」才會不經飼主同意採取行動，且「如果法院認為證據取得方式錯誤，其可以拒絕承認。」
2012年，英國地區法院曾處理一宗與九隻狗受虐相關的指控，但最後指控被推翻，地區法官Elsey裁定扣押狗隻行為錯誤，並停止審判。他表示，警察和RSPCA在沒有逮捕令或有獸醫在場、能夠確定動物遭受痛苦之下，所做出的扣押行為乃非法。
雖然《1911年動物保護法》賦予警察逮捕權，但英國法院裁定，國會不打算以此法案向任何其他諸如RSPCA的組織提供授權。因此，RSPCA並沒有與警察類似的逮捕、進入處所或搜索權（1902年Line訴RSPCA案）。和諸如稅務海關總署、地方貿易標準局等機關一樣，RSPCA的調查工作也受到《1984年警察及刑事證據法》規範。RSPCA職員接受了相關的培訓，需在發出警告後表明該人「沒有被捕、可以隨時離開」。
目前《2006年動物福利法》取代了《1911年動物保護法》，為警察和地方機關任命的督察賦權。這類督察不可與RSPCA督察混淆，後者並非受地方機關任命。在請求不經業主同意進入場所的情況下，地方機關、動物健康督察員或警察如有作出邀請，RSPCA督察可以與之同行，就如過往法律中的案例。
2011年，人們向全英格蘭和威爾斯的警察部門提出資訊自由申請後，發現RSPCA已和一些警察部門制定在地資訊共用協議，這一協議允許指定的RSPCA工作人員間接存取全國警察電腦 (Police National Computer, PNC) 當中的機密資料。雖然RSPCA人員不能直接進入PNC系統，但各家警察局會與RSPCA共用資訊，當中揭露了人們的任何定罪、警示、警告、譴責和待起訴事項，也能存取查看機動車輛資訊。首席警官協會為此發出聲明，澄清RSPCA並沒有對PNC的直接存取權，而是和其他發出起訴的機關一樣，可以申請披露記錄，這種間接存取機制不含任何RSPCA在法庭提出起訴當中所不需要的資訊。

## 爭議與批評

### 政治遊說相關爭議
英國曾經為了控制牛結核病（bTB），許可在規定的區域與時間範圍對獾進行撲殺。2006年，RSPCA曾經因為反對獾的撲殺而被指控過度涉入政治，人們要求英國政府慈善委員會正視RSPCA因過度政治化而違反準則的問題。RSPCA則回應稱「已仔細參考慈善法和慈善委員會發布的指引」。
幾年後，RSPCA在報紙《Metro》上刊登：「英國政府意圖射殺獾，而我們想要使它們注射疫苗，拯救它們的性命。」以上內容一經發表，超過100位民眾向廣告標準局（ASA）報告RSPCA的用詞過於誤導性。而廣告標準局亦認為，其可能誤導原來對此事並無關心者，並告知RSPCA不可再刊登此廣告，於未來的廣告宣傳中也不可以再使用不當隱射的詞彙。RSPCA的一名發言人則表示，他接受廣告標準局的判決，但「恭敬地不同意」其被檢舉的內容。
2013年9月，RSPCA的副主席 Paul Draycott 曾經表示RSPCA過於政治化的傾向，可能會影響機構的未來並且減少民眾的捐款，進而導致負債發生。但主席Mike Tomlinson 否認了政治化的指控，回應到：「RSPCA的受託人持續支持著RSPCA的首席執行單位、管理層和我們所有工作出色的員工。」
2014年6月，RSPCA再度引起爭議，運動倡導者Peta Watson-Smith將英國的牲畜飼養條件與大屠殺期間猶太人的待遇進行了比較，引起猶太團體等的強力反對。雖然如此，Watson-Smith依然在2015年時選上RSPCA的管理委員會成員。
2016年， 新上任的負責人Jeremy Cooper對機構過去的錯誤發表了公開道歉，並表示RSPCA未來將會降低其政治化傾向，且減少提出起訴。他承認，RSPCA在此前已變得「過於具對抗性」，而現在將「大幅減低政治性」，然而 Jeremy Cooper在上任後一年便離職。

### 起訴爭議
2013年5月，RSPCA的前員工Dawn Aubrey-Ward被發現因患抑鬱症而上吊身亡。《每日電訊報》將 Aubrey-Ward描述為RSPCA起訴工作的吹哨者。RSPCA隨後與「慈善委員會」根據其起訴方式舉行了會議，進行調查。
2013年8月7日，BBC電台節目〈Face the Facts〉播報了一集以〈RSPCA—獨斷獨行〉為標題的內容，敘述許多關於RSPCA不斷煩擾替他們起訴對象辯護的獸醫或專家證人的案例。RSPCA後續發表聲明，表示這不是真實的，他們不會對出庭辯護的獸醫、專家或律師進行迫害；在歷年的起訴經驗中，曾有數以千計的律師站在RSPCA的對立面作出辯護，而他們只投訴過其中一位律師。
2013年11月，RSPCA被指控在沒有足夠證據證明動物受到虐待的情況下，煽動警察突襲小型動物收容所。該業主聲稱，他們因為「不殺戮」政策，即只有在動物無法獲得有效治療的情況下才對其進行安樂死，而被RSPCA迫害。RSPCA則回應，他們的督察多數透過給予建議和指導方針協助人們提升動物的福祉，只有在以上手段無法發揮效用的情況下才會尋求警方幫助。

## 外部連結
- 官方网站（英文）
- 皇家防止虐待動物協會的Facebook專頁
- 皇家防止虐待動物協會的X（前Twitter）